# Alma Nova (revista)

Alma Nova: revista ilustrada (Serão abordadas no texto seguinte as II, III e V séries).
A II série nasceu em 1915 por impulso de Mateus Martins Moreno (seu proprietário, editor e diretor) ajudado, pouco depois, por Saavedra Machado. Faro foi a sua cidade de origem, tratando-se inicialmente de um projeto regionalista  para o qual Mateus Moreno apelou à colaboração de eruditos conterrâneos algarvios, nomeadamente: Ataíde Oliveira, José Joaquim Nunes, Agostinho Júnior, Bernardo de Passos, Carlos Augusto Lyster Franco, José Guerreiro de Murta, Julião Quintinha e Samora Barros.
Contudo, a abrangência da sua revista foi ganhando projeção nacional, sobretudo após a criação dos “Amigos do Algarve”, em cuja constituição M. Moreno se evidenciou, o que abriu a porta para que a Alma Nova passasse a órgão de informação estatutariamente assumido desta sociedade. Assim sendo, a promoção dos valores regionais ganhou contornos nacionais, lendo-se a partir do 4.º número, como subtítulo: Revista Mensal Ilustrada pelo Ressurgimento das Artes, Letras, Ciências e da Pátria.
Na colaboração da revista aparecem agora nomes de gabarito nacional (nomeadamente na área literária, alguns ligados ao modernismo e à revista Orpheu), a saber: Albino Forjaz de Sampaio, Afonso Lopes Vieira, Alfredo Pedro Guisado, Alberto Osório de Castro, Amílcar Ramada Curto, António Alves Martins, António Ferro, Aquilino Ribeiro, Augusto Santa-Rita, Cruz Magalhães, Francisco Xavier Cândido Guerreiro, Mário de Sá Carneiro e o brasileiro Ronald de Carvalho. Como colaboradores artísticos, monitorizados por Saavedra Machado, encontram-se os nomes dos pintores: Carlos Augusto Lister Franco, Dórdio Gomes, Eduardo Gil Romero, Maria Alexandrina Pires Chaves Berger, Martinho da Fonseca e  Mário Navarro da Costa e dos escultores Diogo de Macedo e Raul Xavier.
Em 1922 entra em cena a III série com o título Alma nova: Revista do Ressurgimento Nacional que se prolonga até 1925 num total de 36 números. Mantêm-se os nomes de Mateus Martins Moreno e Saavedra Machado como “cabecilhas” da publicação. Caracteriza-se por ser uma revista eclética, dir-se-ia apolítica, onde não se vislumbram partidarismos. Explora, sim, o valor do patriotismo e a presença de Portugal a nível económico e cultural no Brasil e países latino americanos. Não é à toa  que, mais uma vez o seu subtítulo é alterado, passando a ler-se a partir do nº 31: Contribuir para o Ressurgimento Nacional e Desenvolvimento do Intercâmbio Luso-Brasileiro.
Já a V série, iniciada em Junho de 1927, é marcada por uma grande transformação: agora a Alma Nova deve pautar-se pelas premissas do Estado Novo e perde muito do seu interesse cultural, enchendo-se de fotografias sociais, reflexo dos novos tempos que se viviam. Acaba definitivamente em 1930.